# John Talbot (juge)
Pour les articles homonymes, voir John Talbot et Talbot (homonymie).
John Talbot (c. 1712 - 23 septembre 1756) est un juge britannique et un homme politique whig qui siège à la Chambre des communes de 1734 à 1756.

## Biographie
Il est le troisième fils de Charles Talbot et de son épouse Cecil Mathews, fille de Charles Mathews de Castell-y-Mynach. Son père est Lord grand chancelier de 1733 à 1737.
Il est nommé enregistreur de Brecon en 1734 et est également élu député de Brecon sous le patronage de Tredegar lors des élections générales britanniques de 1734. Au Parlement, il vote pour le gouvernement dans tous les scrutins enregistrées. Le 13 décembre 1734, il est admis au Lincoln's Inn et est admis au barreau en 1737. Le 30 mai 1737, il épouse Henrietta Decker, fille de Matthew Decker, 1er baronnet.
En 1740, il est nommé Juge de Chester à vie et est réélu pour Brecon lors de l'élection partielle suivante avant d'être réélu sans opposition aux élections générales britanniques de 1741. En 1742, il est inscrit sur la liste des membres du comité d'enquête sur l'administration de Walpole, où il est l'un des rares anciens whigs élus. Il quitte son poste en 1745.
Il est réélu à nouveau sans opposition pour Brecon aux élections générales britanniques de 1747. Son épouse est décédée en septembre 1747. En août 1748, il épouse Catherine Chetwynd, fille de John Chetwynd (2e vicomte Chetwynd).
Après 1747, Talbot pense que son siège à Brecon n'est plus sûr et suggère que le duc de Newcastle lui trouve un siège ailleurs. On le propose à la place Ilchester où sa réélection coûtait 2 000 £, dont la moitié est financée par les fonds des services secrets du gouvernement. En décembre 1755, il est nommé lord du commerce et est de nouveau réélu à l'élection partielle qui s'ensuivit à Ilchester.
Il est décédé le 23 septembre 1756. Son premier mariage est sans enfant, mais il a quatre fils avec sa deuxième épouse:
- John Chetwynd-Talbot (1er comte Talbot) (1749-1793)
- William Henry Talbot (décédé en 1782)
- George Talbot, qui épouse Anne Beauclerk, fille du colonel Henry Beauclerk, en 1794.
- Charles Talbot (décédé en 1804)